# Poule
Een poule is een competitievorm waarbij meer dan twee teams of spelers tegen elkaar strijden, meestal in hele of halve competitierondes. Een groep van teams heet dan een poule.
In een volledige poule speelt elke speler twee keer tegen elke andere speler, bij teamsporten vaak een uit- en een thuiswedstrijd. Bij een schaaktoernooi is dat een keer met wit en een keer met zwart.
Bij een halve poule speelt elke speler een keer tegen elke andere speler.
Het aantal partijen in een volledige poule bedraagt {\displaystyle n*(n-1)}. In een halve poule is het de helft daarvan.
Dat is een reden om geen halve of volledige poule te spelen tussen alle spelers in het toernooi, want het aantal partijen wordt te groot.
Zijn er veel spelers, dan worden er vaak groepjes gemaakt die een poule spelen, waarna de winnaars van de poules tegen elkaar spelen.
In de poules speelt een aantal teams een van tevoren bepaald aantal wedstrijden tegen elkaar, waarna de teams gerangschikt zijn. Het geheel van deze wedstrijden is de poule. Vaak zijn er meerdere poules, waarvan de beste teams doorstromen naar de volgende ronde, die dan ook een poule kan zijn of een knock-outfase. Een poule als finale zag men op het wereldkampioenschap voetbal 1950, maar dit komt niet vaak voor. Uit de poule komt een aantal winnaars naar voren. Als een toernooi via poules wordt gespeeld heet dit een competitie in poule-verband.
Meestal worden de teams of spelers in poules verdeeld door middel van loting. In sommige gevallen, bijvoorbeeld bij het Wereldkampioenschap voetbal, wordt dit gecombineerd met een systeem dat moet voorkomen dat de sterkste of zwakste teams allemaal bij elkaar in de poule komen.
Het voordeel van een poule boven een knock-outfase is dat er een betere krachtmeting is en een misstap rechtgezet kan worden in andere duels. De sterkere teams bereiken hierdoor vaker de volgende ronde (bij een knock-outfase heeft een enkele verliespartij al fatale gevolgen). Hierdoor is de spreiding van de teams beter. Verder worden er meer wedstrijden gespeeld, wat meer inkomsten voor organisatoren en sponsors genereert.
Een nadeel is dat het hele systeem langer duurt; om uit een poule van 4 een winnaar te bepalen speelt ieder team minimaal 3 wedstrijden. Bij een knock-outfase zijn dat er maar 1 of 2. Een mogelijk nadeel is dat wanneer er bijvoorbeeld één zwak team in een poule speelt het poule-systeem een aantal saaie wedstrijden kan opleveren. Bij een knock-outfase ben je in één duel zo'n team kwijt (in het geval er één keer tegen de teams wordt gespeeld). Ook verslechtert de kwaliteit van groepswedstrijden over het algemeen wanneer uitschakeling dan wel promotie al zeker is, aangezien men geen onnodige risico's wil nemen. Verder zijn poules gevoeliger voor strategische manipulatie. Een team kan bijvoorbeeld ervoor kiezen een wedstrijd opzettelijk te verliezen omdat hierdoor de zwakkere tegenstander in punten- of doelpuntensaldo een sterkere mededinger in de poule voorbijstreeft. Dit wordt algemeen als onsportief gezien.
Om deze reden speelt men vaak in een gecombineerd systeem: een groepsfase gevolgd door een knock-outfase. Om bovengenoemde strategische manipulatie te voorkomen worden de laatste wedstrijden van de groepsfase hierbij per groep op dezelfde dag en hetzelfde tijdstip gespeeld. In de groepsfase vallen de zwakkere mededingers af waardoor de sterkere teams en eventuele 'wildcards' het onderling in duels kunnen uitvechten in de knock-outfase.
Men spreekt wel van een Poule des Doods of een Groep des Doods wanneer deze bestaat uit voornamelijk sterke teams of wanneer alle deelnemers tegen elkaar gelijkspelen. Hierdoor kan het kleinste foutje of een enkel doelpunt het verschil maken tussen doorgaan en uitgeschakeld worden. Het Nederlands voetbalelftal speelde bijvoorbeeld in een Poule des Doods op het WK 1990, toen het gelijk speelde tegen Engeland, Ierland en Egypte. Deze landen speelden ook tegen elkaar gelijk, waardoor uiteindelijk in de laatste groepswedstrijd Engeland-Egypte het pleit voor de hele groep beslist werd met een enkel Engels doelpunt: Egypte werd met de 1-0 nederlaag naar huis gestuurd, de rest mocht door. Nederland speelde op het EK 2008 opnieuw in een Poule des Doods, toen het ingedeeld werd bij Roemenië (redelijke middenmoot), Frankrijk (vice-wereldkampioen) en Italië (wereldkampioen). Ook op het EK 2012 bestond de poule van Nederland uit sterke ploegen.
Poules worden bijvoorbeeld gebruikt bij:
- UEFA Champions League in het voetbal (groepsfase).
- Wereldkampioenschappen voetbal en Europees kampioenschap voetbal mannen, 1e ronde. (ook de kwalificatiewedstrijden hiervoor zijn in poule-verband).
- De International Darts League, hierin zijn zelfs meerdere fasen.
- Het Zwitsers systeem bij bijvoorbeeld schaken. Echter het hoeft hier niet te gebeuren, dat iedereen tegen iedereen speelt.